# Alfa Matrix
Alfa Matrix – niezależna belgijska wytwórnia muzyczna, powstała w 2001 r.
Alfa Matrix zajmuje się głównie wydawaniem muzyki elektronicznej (aggrotech, dark elektro, synth pop, electronica). Pierwszą płytą wydaną przez wytwórnię była Apparitions: Revisited zespołu Hungry Lucy.

## Lista artystów wydawanych przez wytwórnię
- Adam X
- Agonised By Love
- Aiboforcen
- Anne Clark
- Ayria
- Bruderschaft
- Crisk
- Diskonnekted
- Dunkelwerk
- Epsilon Minus
- Front 242
- Glis
- Headscan
- Hungry Lucy
- Implant
- Inure
- I:scintilla
- Klut?
- Leaether Strip
- Male Or Female
- Mentallo and the Fixer
- Mind:State
- Mnemonic
- Monolith
- Nebula-H
- Neikka RPM
- O.V.N.I.
- Plastic Noise Experience
- Regenerator
- Seize
- Sero.Overdose
- Stray
- Tamtrum
- Technoir
- Unter Null
- Virtual Embrace
- Zombie Girl